# Alain Dumait
Alain Dumait est un journaliste et homme politique français né le 19 février 1944 à Asnières-sur-Seine.
Libéral-conservateur, il était maire du 2e arrondissement de Paris entre 1983 et 1989.

## Biographie

### Formation
Alain Dumait est diplômé d'études supérieures ès sciences économiques.

### Carrière journalistique
Il est rédacteur économique à Valeurs actuelles de 1970 à 1973. Il occupe ce poste, puis celui de chef du service économique les trois années suivantes au journal France-Soir. Il devient chef adjoint du service économique du Figaro en 1976 et le reste jusqu'en 1978.
De 1978 à 1990, il est le directeur de La Lettre A puis La Lettre A d'Alain Dumait, lettre confidentielle hebdomadaire, et fonde en 1994 l'hebdomadaire Les 4 Vérités.
En 2017, il est membre du conseil d'administration de Radio Courtoisie[réf. nécessaire].
Il a utilisé le pseudonyme « Alain Foucart ».

### Engagements politiques
Secrétaire général de la fédération des Républicains indépendants de Paris de 1968 à 1973, il est candidat de ce parti aux élections législatives de 1973 dans la 29e circonscription de Paris.
Il est président du Mouvement libertarien français, créé avec Alain Laurent. Il est aussi président et fondateur de l'association Contribuables associés, un groupe de contribuables en 1990 (Benoîte Taffin lui succède à ce poste en 1996).
Il devient secrétaire général du Parti pour la liberté (PPL), présidé par Claude Reichman, de 1996 à 1998. Alain Dumait initie avec Claude Reichman un Comité pour l'entente à droite, favorable à une alliance entre la droite et le FN, qui organise une première « convention pour l'entente à droite » le 6 juin 1998 et une deuxième le 23 janvier 1999.
Il est candidat aux élections sénatoriales de 2011 à Paris en tête de la « Liste d’Union et d’entente à droite » notamment soutenue par le Front National,.

## Mandats
- 1983-1989 : Maire (UDF-PR) du 2e arrondissement de Paris (Benoîte Taffin lui succède). À ce titre, il est l'inventeur de l'aménagement du quartier Montorgueil.
- 1989-1995 : Adjoint au maire (UDF-PR) du 2e arrondissement de Paris.
- 1995-2001 : Adjoint au maire (divers droite) du 2e arrondissement de Paris.